# 小旱稗
小旱稗（学名：Echinochloa crusgalli var. austrojaponensis）为禾本科稗属下的一个变种。

## 扩展阅读
- 維基物種上的相關：小旱稗